# Château-Chinon (Campagne)
Château-Chinon település Franciaországban, Nièvre megyében. Lakosainak száma 555 fő (2022. január 1.). Château-Chinon Corancy, Château-Chinon, Arleuf, Fâchin, Saint-Hilaire-en-Morvan és Saint-Léger-de-Fougeret községekkel határos.

## Népesség
A település népességének változása:
| Lakosok száma | 586  | 565  | 548  | 546  | 546  | 549  | 552  | 555  |
|               | 2013 | 2015 | 2017 | 2018 | 2019 | 2020 | 2021 | 2022 |